# Spreeniederung Malschwitz
Das Fauna-Flora-Habitat-Gebiet und das gleichnamige europäische Vogelschutzgebiet Spreeniederung Malschwitz befinden sich nordöstlich der Stadt Bautzen auf den Gemarkungen der Gemeinden Großdubrau und Malschwitz im Landkreis Bautzen in Sachsen.

## Beschreibung
Das FFH-Gebiet befindet sich vollständig im Landschaftsschutzgebiet Spreeniederung und grenzt im Südosten an die Talsperre Bautzen und das gleichnamige EU-Vogelschutzgebiet an von dem es ein Bestandteil ist. Es stellt einen bedeutenden Rastplatz für Zugvögel dar. Im Norden grenzt das flächenmäßig große Biosphärenreservat Oberlausitzer Heide- und Teichlandschaft direkt an das Schutzgebiet an.
Im Schutzgebiet befinden sich das Flussbett der Spree und der Kleinen Spree (obersorbisch Mała Sprjewja), die Spreeauen mit zahlreichen zum Teil großen Fischteichen, Gehölzsäume mit naturnahen Fließgewässerabschnitten, Nasswiesen, Altwässer und viele Bäche, Gräben, Tümpel und sogenannte Himmelsteiche die temporär austrocknen können. Hinzu kommen die naturnahen Auenwälder und Eichen-Hainbuchenwälder mit einem hohen Altholzanteil und stehendem sowie liegendem Totholz die besondere Biotope für die Flora und Fauna bieten.

## Geologie
In der Spreeniederung wurden schluffige, sandige Auelehmbildungen über Kies- und Sandablagerungen gefunden, welche inselhaft im Schutzgebiet verteilt sind. Daneben wurde eine Schicht aus verdichtetem Löss und Lösslehm mit kleinflächig ausgeprägten Gesteinskuppen in den Lössbereichen mit Parabraunerden und Braunstaugleye festgestellt.

## Europäisches Vogelschutzgebiet
Das Vogelschutzgebiet wurde im Jahr 2006 unter der Nummer DE4752452 mit einer Gesamtfläche von 1857 ha deklariert und ist ein bedeutendes Brutgebiet von Vogelarten die auf halboffene Auen- und Agrarlandschaften, naturnahe Teiche und Fließgewässer angewiesen sind. Ein großer Flächenanteil der Talsperre Bautzen und das gesamte gleichnamige FFH-Gebiet wurden im Vogelschutzgebiet inkludiert. Insgesamt wurden 37 Vogelarten erfasst die nach der Vogelschutzrichtlinie der Europäischen Union besonders geschützt sind. Es ist zudem ein bedeutendes Rast-, Durchzugs- und Nahrungsgebiet für Wasservogelarten wie die Blässgans (Anser albifrons) und die Waldsaatgans (Anser fabalis).

## Lebensraumtypen
Nach der FFH-Richtlinie wurden die folgenden Lebensraumtypen von europaweiter Bedeutung (LRT) des Anhang I klassifiziert. Die zu schützenden Lebensraumtypen sind Subatlantischer oder mitteleuropäischer Stieleichenwald oder Sternmieren-Eichen-Hainbuchenwald (Carpinion betuli) (Code 9160) auf einer Fläche von 7,96 ha, Auen-Wälder aus Schwarzerlen (Alnus glutinosa) und Eschen (Fraxinus excelsior) (91E0) auf einer Fläche von 0,34 ha, Natürliche eutrophe Seen (3150) auf einer Fläche von 52,60 ha, Flüsse der planaren bis montanen Stufe mit Vegetation des Ranunculion fluitantis (3260) auf einer Fläche von 2,81 ha und Magere Flachland-Mähwiesen aus Wiesen-Fuchsschwanz (Alopecurus pratensis) und Großem Wiesenknopf (Sanguisorba officinalis) (6510) auf einer Fläche von 8,27 ha.

## Flora und Fauna
Bei einer Untersuchung im Jahr 2018 wurden 19 in der Roten Liste Sachsens gefährdeten Arten und das nach der FFH-Richtlinie geschützte Scheidengras (Coleanthus subtilis) gefunden. Insgesamt wurden 76 nach der Roten Liste Sachsens respektive 51 nach der Roten Liste Deutschlands gefährdete Arten nachgewiesen.
Folgende Arten von gemeinschaftlichem Interesse wurden für das Gebiet gemeldet:
Die Rotbauchunke (Bombina bombina), der Fischotter (Lutra lutra), die Teichfledermaus (Myotis dasycneme) und das Große Mausohr (Myotis myotis).
Bei den Vogelarten wurden gemäß der Vogelschutzrichtlinie folgende Arten beispielhaft beobachtet:
Der Eisvogel (Alcedo atthis), die Schnatterente (Mareca strepera), die Schellente (Bucephala clangula), der Alpenstrandläufer (Calidris alpina), die Trauerseeschwalbe (Chlidonias niger), der Schwarzstorch (Ciconia nigra), der Prachttaucher (Gavia arctica), der Sterntaucher (Gavia stellata), die Samtente (Melanitta fusca), der Grauspecht (Picus canus), der Goldregenpfeifer (Pluvialis apricaria), die Sperbergrasmücke (Sylvia nisoria) und der Zwergtaucher (Tachybaptus ruficollis).

## Erhaltungsziele
Im Rahmen des Managementplanes wurden die Einhaltung der guten fachlichen Praxis in der Land- und Teichwirtschaft beziehungsweise die Einhaltung der Waldbaugrundsätze in der Forstwirtschaft, die dauerhafte Sicherung der Teichnutzung unter Beibehaltung der naturschutzgerechten Bewirtschaftung, die dauerhafte Aufrechterhaltung der Grünlandnutzung auf den bisherigen Grünlandflächen, der Mahd mit Heugewinnung und Vermeidung der Beweidung, der Erhalt der Gehölzsäume mit vorhandenen Altbäumen entlang der Gewässerabschnitte und die unsachgemäße Verwendung von Pflanzenschutzmitteln definiert.

## Gefährdung
Für das Schutzgebiet wurde ein hohes Risiko durch die landwirtschaftliche Nutzung, ein mittleres Risiko durch eine künstliche Bepflanzung durch gebietsfremde Bäume, Schäden durch Pflanzenfresser einschließlich von Wildtierarten, eine übermäßige Beweidung und Entwässerung durch Drainage, die Beseitigung von abgestorbenen und absterbenden Bäumen im Schutzgebiet, der Neubau beziehungsweise die Instandsetzung von maroder Infrastruktur wie zum Beispiel Straßen und Autobahnen, die Asphaltierung von Feldwegen und die Bodenverschmutzung durch feste Abfälle festgestellt.